# Аксакадамахі
Аксакадамахі (рос. Ахсакадамахи) — село Акушинського району, Дагестану Росії. Входить до складу муніципального утворення Сільрада Бургімакмахінська.
Населення — 205 (2010).

## Населення
За даними перепису населення 2002 року в селі мешкало 137 осіб. В тому числі 74 (54,01 %) чоловіка та 63 (45,99 %) жінки.
Переважна більшість мешканців — даргинці (100 % від усіх мешканців). У селі переважає північнодаргинська мова.